# Składy drużyn olimpijskich w piłce siatkowej mężczyzn 1996
Artykuł grupuje składy wszystkich reprezentacji narodowych w piłce siatkowej, które wystąpiły w turnieju siatkówki mężczyzn na Letnich Igrzyskach Olimpijskich w 1996 roku w Atlancie.

## Składy drużyn
| Numer | Imię i nazwisko    | Rok urodzenia |
| ----- | ------------------ | ------------- |
| 1     | Marcos Milinkovic  | 1971          |
| 2     | Jorge Elgueta      | 1969          |
| 3     | Sebastián Jabif    | 1973          |
| 4     | Leandro Maly       | 1976          |
| 5     | Guillermo Quaini   | 1971          |
| 6     | Javier Weber       | 1966          |
| 7     | Fernando Borrero   | 1968          |
| 8     | Alejandro Romano   | 1974          |
| 9     | Sebastián Firpo    | 1976          |
| 12    | Pablo Pereira      | 1974          |
| 13    | Guillermo Martínez | 1969          |
| 14    | Eduardo Rodríguez  | 1971          |

| Numer | Imię i nazwisko         | Rok urodzenia |
| ----- | ----------------------- | ------------- |
| 1     | Marcelo Negrão          | 1972          |
| 2     | Cássio Leandro Pereira  | 1971          |
| 3     | Giovane Farinazzo Gávio | 1970          |
| 5     | Paulo da Silva          | 1963          |
| 6     | Maurício Lima           | 1968          |
| 8     | Fábio Pinha Marcelino   | 1973          |
| 9     | Antônio Gouveia         | 1965          |
| 10    | Max Pereira             | 1970          |
| 12    | Nalbert Bitencourt      | 1974          |
| 14    | Alexandre Ramos         | 1970          |
| 16    | Gilson Bernardo         | 1968          |
| 18    | Carlos Schwanke         | 1974          |

| Numer | Imię i nazwisko     | Rok urodzenia |
| ----- | ------------------- | ------------- |
| 1     | Martin Stoew        | 1973          |
| 2     | Ljudmił Najdenow    | 1970          |
| 4     | Ljubomir Ganew      | 1965          |
| 6     | Dimo Tonew          | 1965          |
| 7     | Nikołaj Żelazkow    | 1970          |
| 9     | Płamen Hristow      | 1965          |
| 10    | Petar Uzunow        | 1971          |
| 11    | Najden Najdenow     | 1967          |
| 12    | Nikołaj Iwanow      | 1972          |
| 13    | Iwajło Gawriłow     | 1970          |
| 16    | Ewgeni Iwanow       | 1974          |
| 17    | Płamen Konstantinow | 1973          |

| Numer | Imię i nazwisko     | Rok urodzenia |
| ----- | ------------------- | ------------- |
| 1     | Misha Latuhihin     | 1970          |
| 2     | Henk-Jan Held       | 1967          |
| 4     | Brecht Rodenburg    | 1967          |
| 5     | Guido Görtzen       | 1970          |
| 6     | Richard Schuil      | 1973          |
| 8     | Ron Zwerver         | 1967          |
| 9     | Bas van de Goor     | 1971          |
| 10    | Jan Posthuma        | 1963          |
| 11    | Olof van der Meulen | 1968          |
| 12    | Peter Blangé        | 1964          |
| 13    | Rob Grabert         | 1964          |
| 16    | Mike van de Goor    | 1973          |

| Numer | Imię i nazwisko   | Rok urodzenia |
| ----- | ----------------- | ------------- |
| 1     | Đorđe Đurić       | 1971          |
| 2     | Žarko Petrović    | 1964          |
| 3     | Vladimir Batez    | 1969          |
| 4     | Željko Tanasković | 1967          |
| 5     | Dejan Brđović     | 1966          |
| 7     | Đula Mešter       | 1972          |
| 8     | Slobodan Kovač    | 1967          |
| 9     | Nikola Grbić      | 1973          |
| 10    | Vladimir Grbić    | 1970          |
| 12    | Rajko Jokanović   | 1971          |
| 12    | Andrija Gerić     | 1977          |
| 13    | Goran Vujević     | 1973          |

| Numer | Imię i nazwisko | Rok urodzenia |
| ----- | --------------- | ------------- |
| 2     | Im Do-hun       | 1972          |
| 3     | Kim Se-jin      | 1974          |
| 5     | Shin Young-chul | 1964          |
| 6     | Bang Sin-bong   | 1975          |
| 7     | Kim Sang-woo    | 1973          |
| 8     | Ha Jong-hwa     | 1969          |
| 11    | Choi Cheon-sik  | 1965          |
| 12    | Park Hee-sang   | 1972          |
| 13    | Lee Sung-hee    | 1967          |
| 14    | Shin Jung-sub   | 1974          |
| 15    | Shin Jin-sik    | 1975          |
| 17    | Park Sun-chool  | 1973          |

| Numer | Imię i nazwisko    | Rok urodzenia |
| ----- | ------------------ | ------------- |
| 1     | Freddy Brooks      | 1969          |
| 2     | Nicolas Vives      | 1970          |
| 3     | Ricardo Vantes     | 1967          |
| 4     | Joël Despaigne     | 1966          |
| 8     | Rodolfo Sánchez    | 1969          |
| 9     | Raúl Diago         | 1967          |
| 11    | Osvaldo Hernández  | 1970          |
| 13    | Alain Roca         | 1976          |
| 14    | Ihosvany Hernández | 1972          |
| 15    | Angel Beltrán      | 1973          |
| 17    | Alexis Batle       | 1971          |
| 18    | Lazaro Marin       | 1967          |

| Numer | Imię i nazwisko    | Rok urodzenia |
| ----- | ------------------ | ------------- |
| 1     | Andrzej Stelmach   | 1972          |
| 2     | Damian Dacewicz    | 1974          |
| 3     | Krzysztof Stelmach | 1967          |
| 4     | Mariusz Szyszko    | 1969          |
| 5     | Marcin Nowak       | 1975          |
| 6     | Piotr Gruszka      | 1977          |
| 7     | Robert Prygiel     | 1976          |
| 8     | Krzysztof Śmigiel  | 1974          |
| 9     | Leszek Urbanowicz  | 1964          |
| 10    | Krzysztof Janczak  | 1974          |
| 12    | Witold Roman       | 1967          |
| 14    | Paweł Zagumny      | 1977          |

| Numer | Imię i nazwisko     | Rok urodzenia |
| ----- | ------------------- | ------------- |
| 1     | Oleg Szatunow       | 1967          |
| 2     | Wadim Chamutckich   | 1969          |
| 3     | Siergiej Orlenko    | 1971          |
| 4     | Rusłan Olichwer     | 1969          |
| 7     | Aleksiej Kazakow    | 1976          |
| 8     | Dmitrij Fomin       | 1968          |
| 9     | Siergiej Tietiuchin | 1975          |
| 10    | Paweł Sziszkin      | 1970          |
| 11    | Konstantin Uszakow  | 1970          |
| 12    | Stanisław Dinejkin  | 1973          |
| 13    | Igor Szulepow       | 1972          |
| 17    | Walerij Goriuczew   | 1974          |

| Numer | Imię i nazwisko | Rok urodzenia |
| ----- | --------------- | ------------- |
| 1     | Lloy Ball       | 1972          |
| 3     | John Hyden      | 1972          |
| 4     | Robert Ctvrtlik | 1963          |
| 5     | Bryan Ivie      | 1969          |
| 6     | Tom Sorensen    | 1971          |
| 8     | Scott Fortune   | 1966          |
| 10    | Jeffrey Stork   | 1960          |
| 13    | Jeff Nygaard    | 1972          |
| 14    | Mike Lambert    | 1974          |
| 15    | Ethan Watts     | 1972          |
| 16    | Dan Landry      | 1970          |
| 17    | Brett Winslow   | 1967          |

| Numer | Imię i nazwisko     | Rok urodzenia |
| ----- | ------------------- | ------------- |
| 1     | Ghazi Koubaa        | 1972          |
| 2     | Riadh Hedhili       | 1972          |
| 4     | Mohamed Baghdadi    | 1974          |
| 7     | Riadh Ghandri       | 1973          |
| 8     | Atif Loukil         | 1974          |
| 9     | Khaled Belaïd       | 1973          |
| 10    | Hichem Ben Romdhane | 1972          |
| 11    | Tarek Aoini         | 1971          |
| 12    | Faycal Ben Amara    | 1970          |
| 13    | Noureddine Hfaiedh  | 1973          |
| 15    | Ghazi Guidara       | 1974          |
| 17    | Majdi Toumi         | 1975          |

| Numer | Imię i nazwisko   | Rok urodzenia |
| ----- | ----------------- | ------------- |
| 1     | Andrea Gardini    | 1965          |
| 2     | Marco Meoni       | 1973          |
| 3     | Pasquale Gravina  | 1970          |
| 5     | Paolo Tofoli      | 1966          |
| 6     | Samuele Papi      | 1973          |
| 7     | Andrea Sartoretti | 1971          |
| 8     | Marco Bracci      | 1966          |
| 9     | Lorenzo Bernardi  | 1968          |
| 10    | Luca Cantagalli   | 1965          |
| 11    | Andrea Zorzi      | 1965          |
| 13    | Andrea Giani      | 1970          |
| 16    | Vigor Bovolenta   | 1974          |